# Чемпіонат світу з трекових велоперегонів 1995
Чемпіонат світу з трекових велоперегонів 1995 проходив з 26 по 30 вересня 1995 року в місті Богота, Колумбія. З цього року більше не проводились змагання у спринті на тандемах і гонці за лідером, натомість до змагальних дисциплін додалися командний спринт і медісон серед чоловіків та гіт на 500 м серед жінок. Усього на чемпіонаті розіграли 12 комплектів нагород — 8 у чоловіків та 4 у жінок.

## Медалісти

### Чоловіки
| Дисципліна                         | Золото                                                              | Срібло                                                                       | Бронза                                                   |
| Спринт                             | Дерін Хілл                                                          | Курт Харнетт                                                                 | Фредерік Маньє                                           |
| Гіт на 1000 м                      | Шейн Келлі                                                          | Флоріан Руссо                                                                | Ерін Хартвел                                             |
| Індивідуальна гонка переслідування | Грем Обрі                                                           | Андреа Коллінеллі                                                            | Стюарт О'Грейді                                          |
| Командна гонка переслідування      | Австралія Бредлі Мак-Ґі Тім О'Шеннессі Родні Мак-Ґі Стюарт О'Грейді | Україна Олександр Симоненко Сергій Матвєєв Богдан Бондарєв Дмитро Толстєнков | США Метт Хамон Дірк Копленд Маріано Фрідік Закарі Конрад |
| Командний спринт                   | Німеччина Єнс Фідлер Єнс Ґлюкліх Ян ван Ейден                       | Франція Ерве Тюе Бенуа Вету Флоріан Руссо                                    | США Марті Нотштайн Ерін Хартвел Вільям Клей              |
| Кейрін                             | Фредерік Маньє                                                      | Міхаель Хюбнер                                                               | Федеріко Паріс                                           |
| Гонка за очками                    | Сільвіо Мартінелло                                                  | Ремігіюс Люпейкіс                                                            | Сергій Лаврененко                                        |
| Медісон                            | Італія Сільвіо Мартінелло Марко Вілла                               | Аргентина Ґабріель Куручет Хуан Естебан Куручет                              | Швейцарія Бруно Рісі Курт Бетшарт                        |

### Жінки
| Дисципліна                         | Золото               | Срібло             | Бронза              |
| Спринт                             | Фелісія Баланже      | Ольга Слюсарєва    | Еріка Салумяе       |
| Гіт на 500 м                       | Фелісія Баланже      | Галина Єнюхіна     | Мішель Феріс        |
| Індивідуальна гонка переслідування | Ребекка Твіґ         | Антонелла Беллутті | Май Брітт Воланд    |
| Гонка за очками                    | Світлана Самохвалова | Нада Крістофолі    | Наталі Івен-Лансьєн |

## Загальний медальний залік
| Місце  | Країна          | Золото | Срібло | Бронза | Загалом |
| ------ | --------------- | ------ | ------ | ------ | ------- |
| 1      | Франція         | 3      | 2      | 2      | 7       |
| 2      | Австралія       | 3      |        | 2      | 5       |
| 3      | Італія          | 2      | 3      | 1      | 6       |
| 4      | Росія           | 1      | 2      |        | 3       |
| 5      | Німеччина       | 1      | 1      |        | 2       |
| 6      | США             | 1      |        | 3      | 4       |
| 7      | Велика Британія | 1      |        |        | 1       |
| 8      | Аргентина       |        | 1      |        | 1       |
| 8      | Канада          |        | 1      |        | 1       |
| 8      | Литва           |        | 1      |        | 1       |
| 8      | Україна         |        | 1      |        | 1       |
| 12     | Естонія         |        |        | 1      | 1       |
| 12     | Казахстан       |        |        | 1      | 1       |
| 12     | Норвегія        |        |        | 1      | 1       |
| 12     | Швейцарія       |        |        | 1      | 1       |
| Всього | Всього          | 12     | 12     | 12     | 36      |